# Rue Jasmin
La rue Jasmin est une voie publique du 16e arrondissement de Paris, en France.

## Situation et accès
La rue, large de 12 mètres et longue de 235 mètres, donne sur six autres voies :
- l'avenue Mozart (au no 78) à son début ;
- la rue de l'Yvette au no 2 ;
- le square Jasmin aux nos 8-16 ;
- la cour Jasmin au no 16 ;
- la rue Henri-Heine ;
- la rue Raffet (au no 14) à sa fin

Elle est en sens unique de l'avenue Mozart à la rue Raffet.

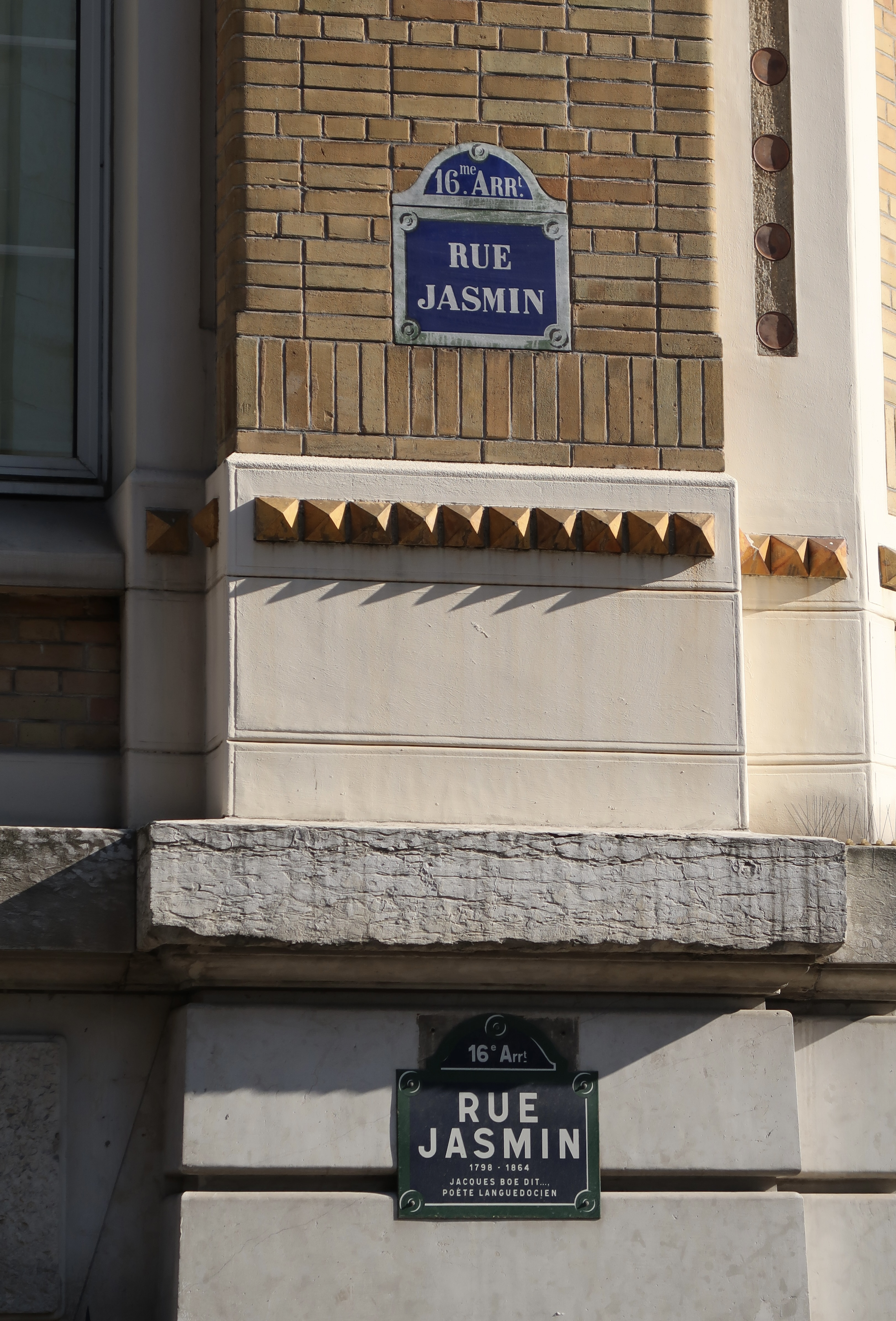
Plaques ancienne (en haut) et récente (en bas).
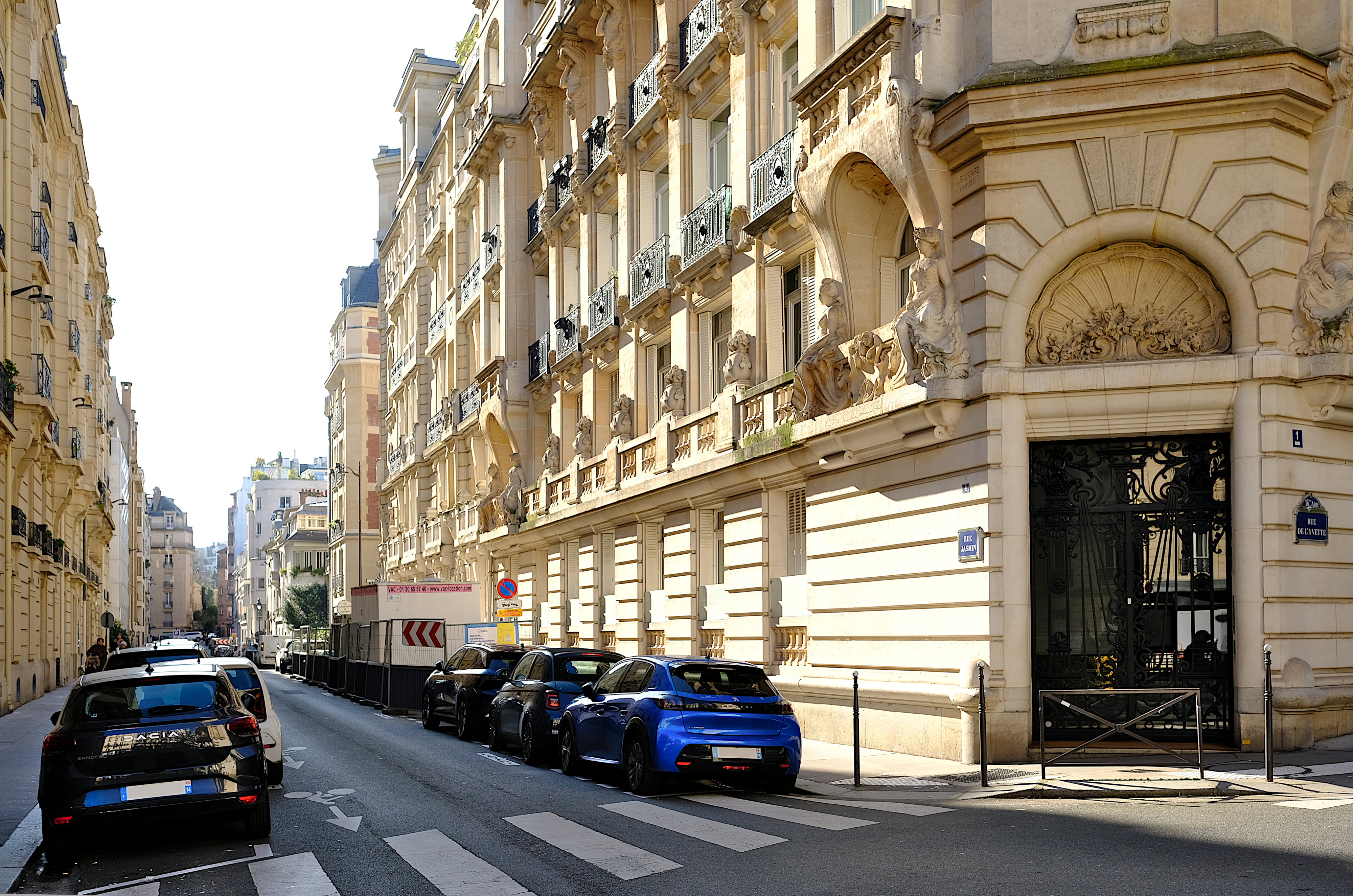
La rue vue depuis l'avenue Mozart.

La rue est desservie au plus proche, avenue Mozart, par la ligne 9 du métro de Paris à la station Jasmin et la ligne de bus 22.

## Origine du nom

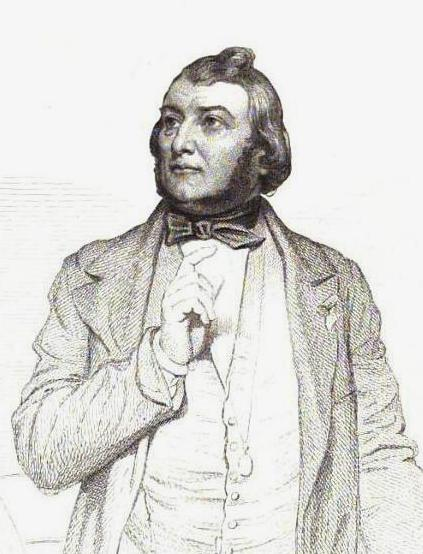
Jacques Boé, dit Jasmin.

Elle est nommée en l'honneur du poète français de langue d'oc Jacques Boé dit Jasmin (1798-1864).

## Historique
Cette voie de l'ancienne commune d'Auteuil est une ancienne partie de la rue de la Cure, jusqu'à son rattachement à la voirie parisienne par un décret du 23 mai 1863.
Sur cet ancien tronçon de la rue de la Cure se trouvaient autrefois les eaux d'Auteuil. Consistant en « trois filets d'eau froide », elles sont découvertes en 1628. Le médecin de la Cour Pierre Habert d'Orgemont les prescrit pour soigner l'anémie et le foie. En 1720, une commission médicale les note ferrugineuses, « vitrioliques » et sulfureuses. Elles sont cependant moins célèbres que les eaux de Passy. Des travaux de canalisation menés en 1796 permettent de conduire la source, déjà accessible depuis un réservoir sur le premier site, jusqu'à un second au niveau de l'actuel croisement de la rue d'Auteuil et de la rue Donizetti, où est aménagée une fontaine. Son débit de 50 m³ / jour est réparti aux deux tiers pour la commune d'Auteuil, le reste étant dévolu à la propriété Boufflers. Mais le débit diminue, si bien que la conduite finit par être branchée sur l'eau de la Vanne.
La voie prend sa dénomination actuelle par un arrêté du 3 décembre 1885.
C'est dans la rue Jasmin que fut construit en 1897 le premier avion du monde, un bimoteur nommé Ader Avion III, dans l'atelier d'avionnerie de l'ingénieur conseil de la Compagnie des téléphones, Clément Ader, qui y travaillait depuis 1891.

## Bâtiments remarquables et lieux de mémoire

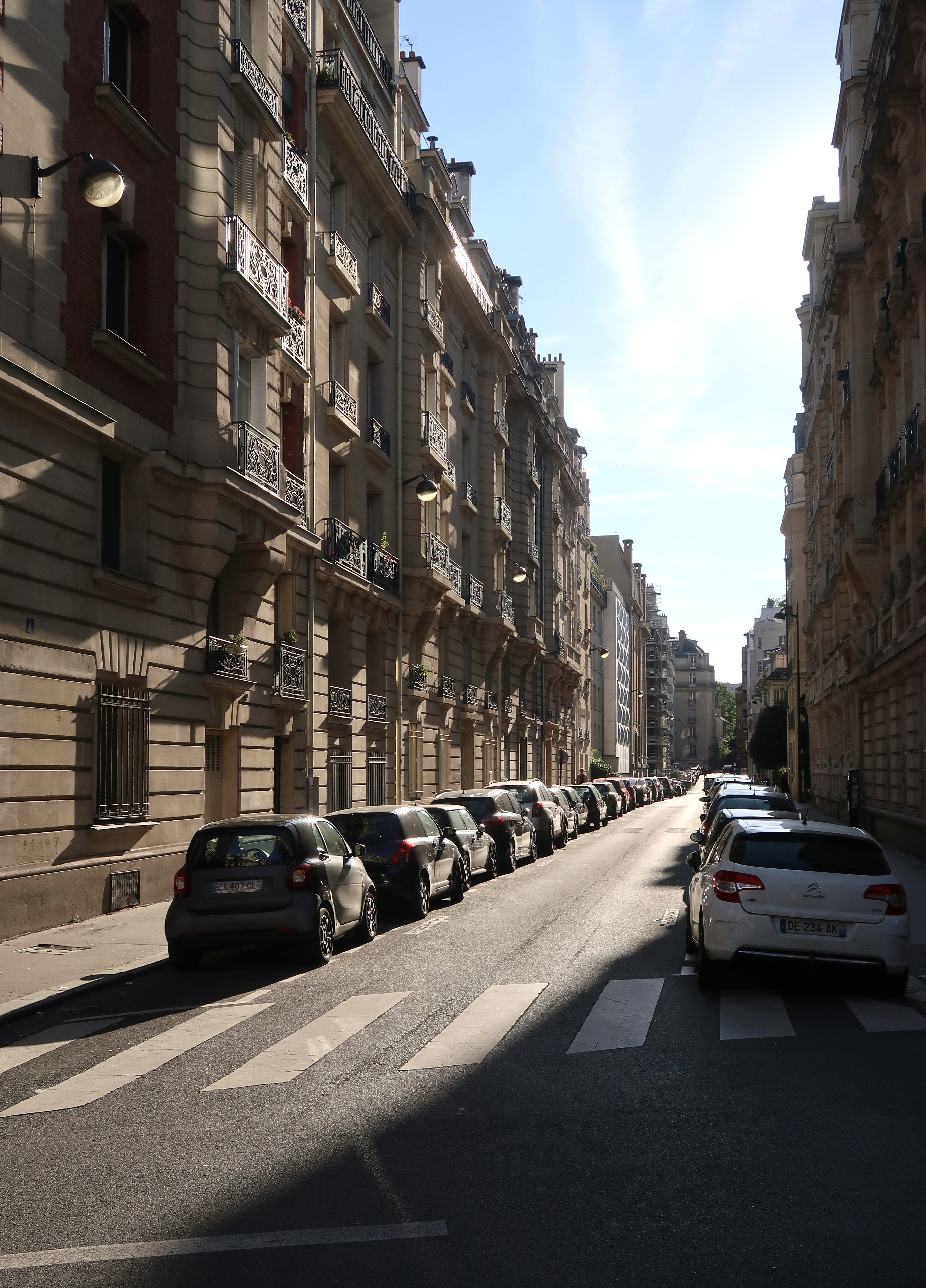
Vue depuis la rue de l'Yvette.

- Le poète et écrivain Yvan Goll habita avec sa femme Claire de 1921 (?) à 1927, au 27 rue Jasmin. Henriette Caillaux aussi. Les architectes Henri Preslier (1878-1934) et Germain Dorel (1889-1970) y séjournèrent respectivement vers 1905, vers 1927-1929 (création de la Société civile immobilière Sablons-Decamps) et en 1935-1936. En 1920, Preslier, locataire principal, a surélevé l'immeuble d'un étage. D'où un second balcon filant. La différence est nette.
- C'est une voie qui comporte majoritairement des habitations et ne possède aucun commerce. Les plus proches sont situés sur l'avenue Mozart.
- Elle possède au no 21, à l'angle avec la rue Henri-Heine, l'ancien central téléphonique Auteuil, réalisé par Paul Guadet[4].
- No 4 (et 1, rue de l'Yvette) : avant 1904 s’élevait à cette adresse une villa au milieu d’un vaste jardin qui dominait l'avenue Mozart ; le jardin était bordé d’une longue terrasse avec balustrade et on y trouvait une « belle allée couverte de marronniers »[5]. En 1911, l’architecte Jean-Marie Boussard y construit l’actuel immeuble de rapport qui s’y trouve[6], connu pour ses atlantes supportant les consoles et ses huit cariatides assises[7]. L’immeuble, signé en façade, est orné de sculptures généralement attribuées au sculpteur Henri Bouchard, qui avait son atelier à proximité, au 25, rue de l’Yvette. L’homme politique et sénateur Maurice Fenoux (1863-1930) avait son domicile parisien à cette adresse et y est mort[8].
- No 6 : immeuble de 1914-1915 également construit par l’architecte Jean Boussard, signé en façade. Les sculptures sont généralement attribuées, comme celles du no 4, au sculpteur Henri Bouchard.
- No 22 : ancien hôtel particulier construit en 1924-1924 par l’architecte Félix Dumail[9]. On y trouve en 1971 le siège de la société civile de placement immobilier la Garantie foncière, dont le président sera incarcé quelques jours après y avoir donné une conférence de presse dans le cadre de l’affaire dite de la Garantie foncière[10].
- No 25, à l'angle avec la rue Henri-Heine : terrain qui appartenait à l’ancien vice-président syrien Rifaat al-Assad, oncle du président Bachar el-Assad, et brouillé avec celui-ci[11]. Le site reste en friche pendant trente ans. Il est préempté par la mairie de Paris pour construire un immeuble de 34 logements sociaux et une crèche, inaugurés en juin 2022[12].
- Nos 26 à 38 : trois immeubles identiques ont en grande partie remplacé vers 1920  un grand parc sauvage qu'aimait Claire Goll. Pour la consoler, Yvan Goll lui écrivit Mélusine en 1920[13].
- No 38 : maison du Bangladesh.
- No 40 : immeuble en béton teinté en rose dans la masse. Construit en 1929 par l'architecte et maître d'œuvre Antoine Morosoli, il est situé à l'intersection de la rue Raffet (au no 16) et compte deux entrées.

Ancien central téléphonique.
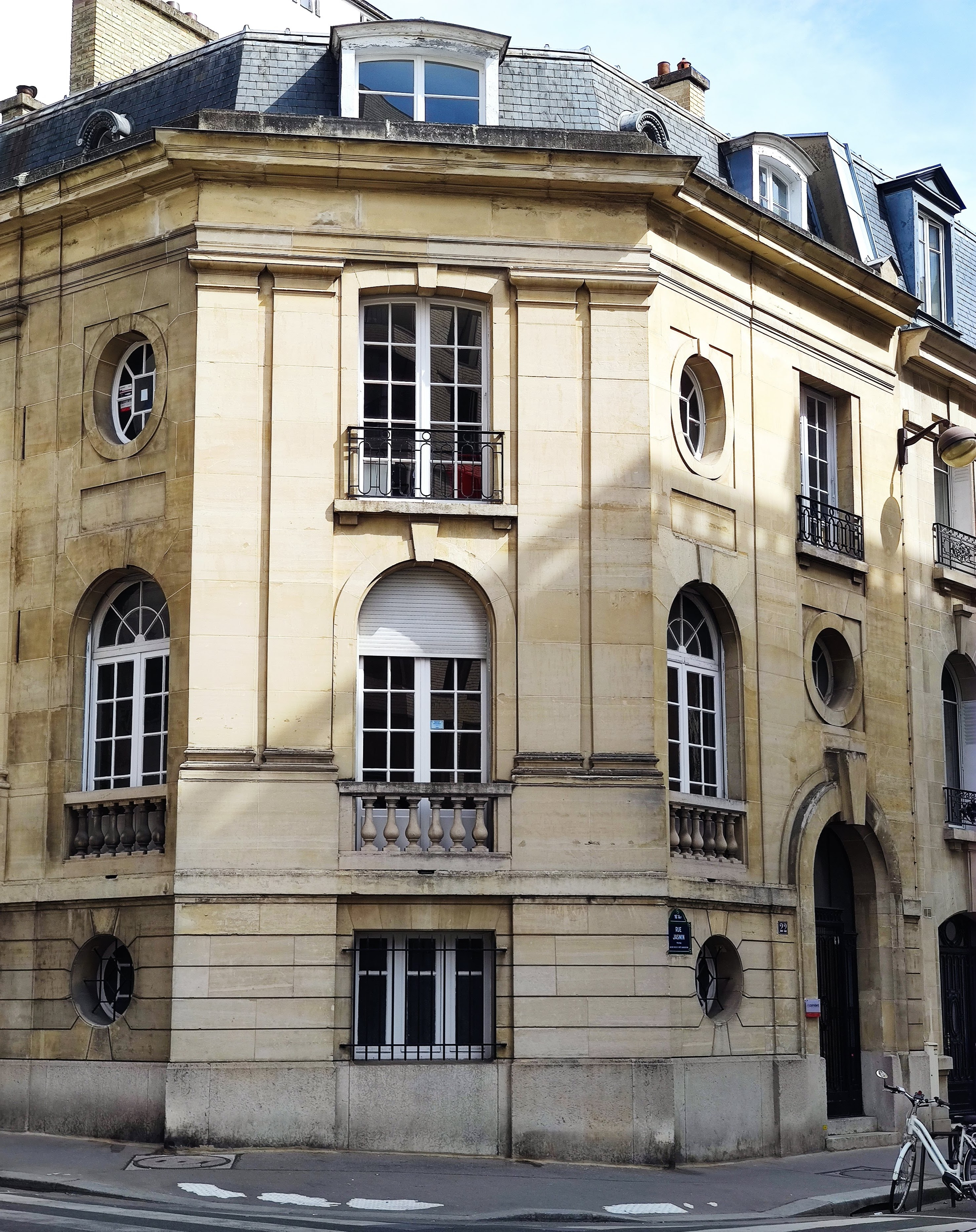
No 22.
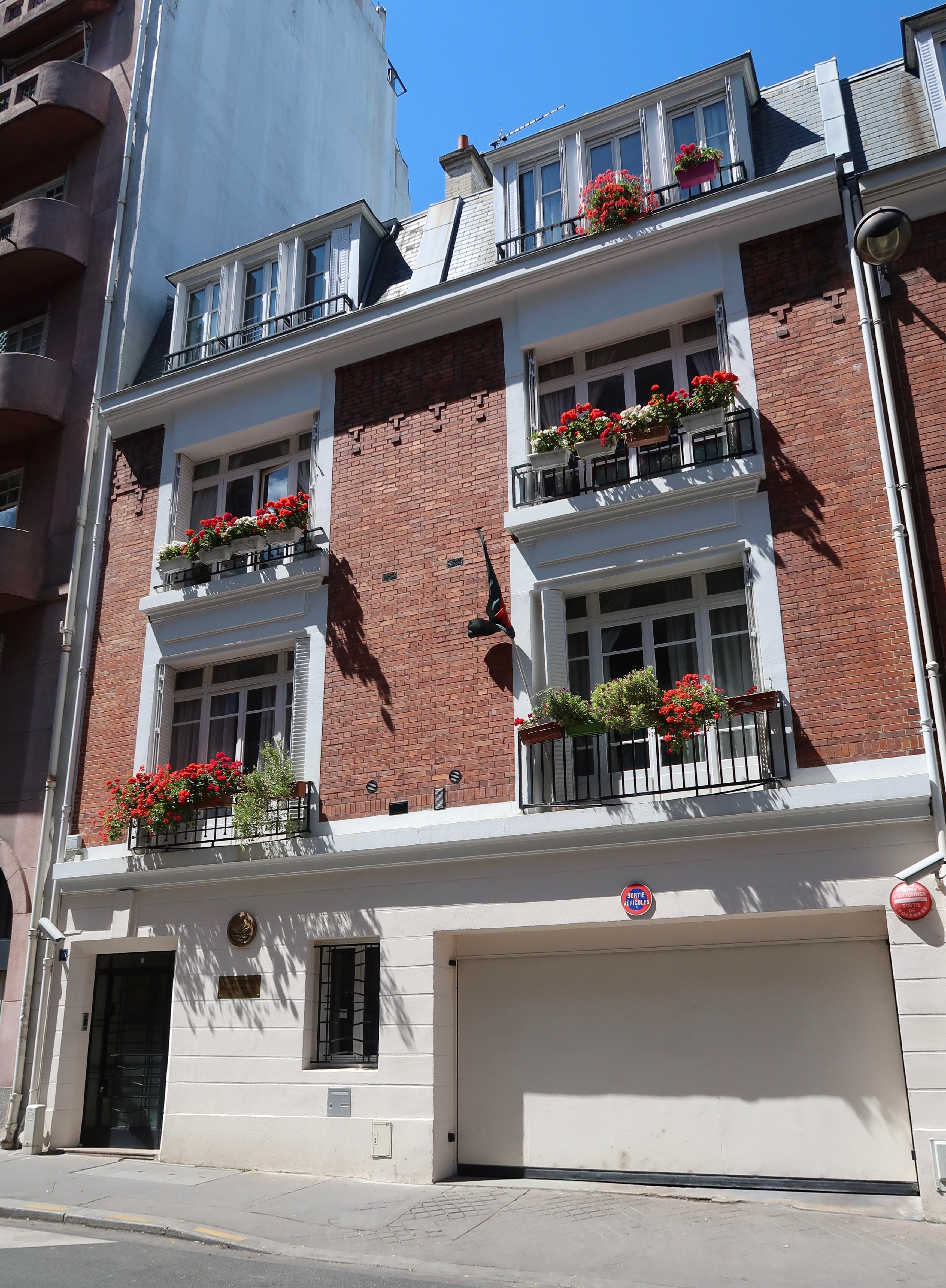
No 38.
No 40.